# Hieracium jablonicense
Hieracium jablonicense es una especie de planta con flor del género Hieracium, de la familia Asteraceae, orden Asterales.

## Distribución
Hieracium jablonicense se distribuye por Bulgaria, Rumania, Ucrania y Yugoslavia.

## Taxonomía
Fue descrita científicamente por Woloszcsak.
Tratamiento taxonómico
La especie aparece registrada y publicada en Spraw. Komis. Fizjogr.